# Blumau-Neurißhof
Blumau-Neurißhof là một thị trấn ở huyện Baden trong bang Niederösterreich ở nước Áo. Đô thị này có diện tích 4,32 km², dân số năm 2001 là 1714 người.